# تصوير مقطعي للترابط البصري
تصوير مقطعي للترابط البصري (بالإنجليزية: Optical coherence tomography)‏ (يُعرف اختصارًا OCT) هو تقنية تصوير مقطعية (أقسام) بصرية، غير غازية، تستخدم مزيجا من نوعين مختلفين من موجات الضوء لتحقيق دقة أعلى. اختراقها يوفر صورا عالية الدقة من الطبقات مختلفة من شبكية العين. أحدث التقنيات المتاحة في مركزنا تمكن من تحديد تفاصيل الشبكية غير الطبيعية في حالات المرض على المستوى الخلوي تقريبا، في طبقات مختلفة من شبكية العين وفي مقاطع متعددة تتبع جميع أنحاء منطقة البقعة الصفراء، مما يحسن من القدرات التشخيصية و قدرات رصد و متابعة اثر العلاجات في مختلف الأمراض الشبكية و البقعية. اليوم لا يمكن تصور تشخيص و معالجة و رصد الأمراض التي تؤثر على البقعة الصفراء و الشبكية دون مساعدة من التصوير البصري المقطعي التوافقي (OCT) الذي لا غنى عنه في أي مركز يأخذ على عاتقه علاج تلك الأمراض.
التصوير البصري المقطعي التوافقي (OCT) للعصب البصري يعطي قياسات كمية لرأس العصب البصري و لطبقة الألياف العصبية الشبكية، تعد تلك القياسات مهمة جداً لتشخيص و متابعة حالات الزرق (الغلوكوما).
قياسات طبقة الألياف العصبية الشبكية تمكننا من التفريق بين العين السليمة و العين المصابة بالزرق. بالإضافة إلى ذلك، تمكننا من كشف تطور أو ترقي حالات الزرق، و يعد الفضل إلى ان التصوير البصري المقطعي التوافقي يسمح لأخصائي الزرق بمقارنة القياسات بين زيارة و أخرى.